# Epitonium nanum
Epitonium nanum is een slakkensoort uit de familie van de Epitoniidae. De wetenschappelijke naam van de soort is voor het eerst geldig gepubliceerd in 1884 door Jeffreys.